# Tillandsia jalisco-monticola
Tillandsia jalisco-monticola là một loài thuộc chi Tillandsia. Đây là loài đặc hữu của México.

## Giống
- Tillandsia 'Amigo'
- Tillandsia 'Nellie Rose'
- Tillandsia 'Silver Queen'